# Filialkirche Nampolach

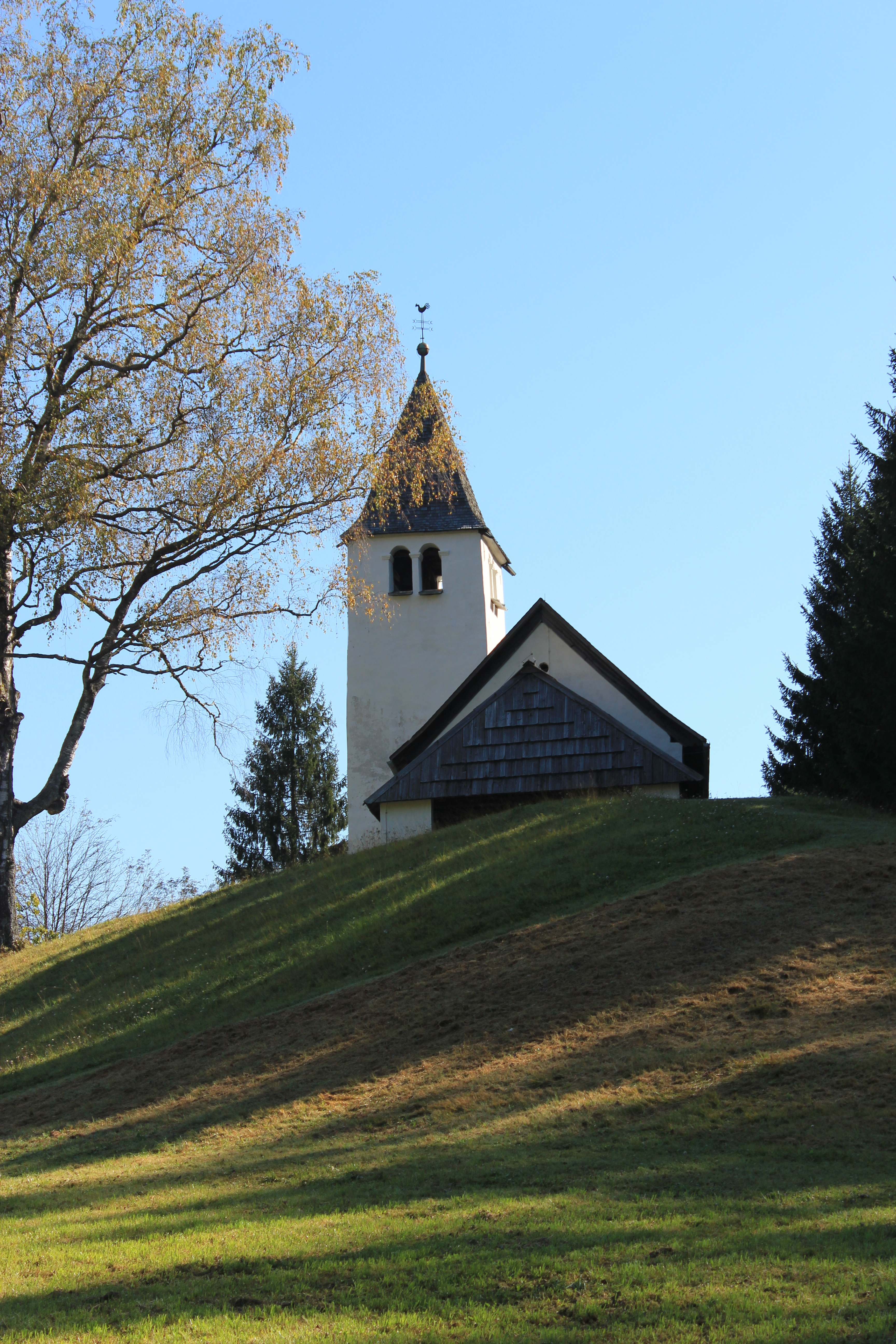

Die römisch-katholische Filialkirche Nampolach steht auf einem Hügel abseits von Nampolach/Napole in der Gemeinde Hermagor. Die der heiligen Kunigunde geweihte Kirche gehört zur Pfarre Mellweg. 1521 gab der Bischof von Bamberg die Erlaubnis zum Neubau einer Kirche an der Stelle einer Holzkapelle.

## Baubeschreibung
Die spätgotische Kirche setzt sich aus einem einachsigen Langhaus und einem Chor mit Viersechstelschluss zusammen. Der Turm an der Nordseite des Chores mit zweiteiligen Rundbogenschallfenstern wird von einem Pyramidenhelm bekrönt. Eine offene Pfeilervorhalles in Schiffbreite schützt das spitzbogige, profilierte Westportal.
Im Langhaus ruht eine Flachtonne mit Stichkappen auf Runddiensten. Der spitzbogige, abgefaste Triumphbogen ist eingezogen und verbindet das Langhaus und den Chor, der Chor mit Flachtonne und Stichkappen.

## Einrichtung
Der um 1650 entstandene Hochaltar besteht aus einer Ädikula über einem Sockel und einer etwas kleineren Ädikula als Aufsatz. Der Aufsatz wird von einem Cherubskopf und Voluten bekrönt. Die gedrehten Säulenschäfte werden von Weinranken, und weit ausholenden Ohren von Knorpelwerk verziert. 
Der um 1650 gefertigte, rechte Seitenaltar gleicht in Aufbau und Dekor dem Hochaltar und trägt die Figur des heiligen Nikolaus sowie im Aufsatz das Bild eines heiligen Bischofs.
Der linke Seitenaltar entstand um 1725.